# Новое еврейское кладбище (Гродно)
Новое еврейское кладбище — старое, ныне несуществующее кладбище еврейской общины Гродно.
С начала XVII века на протяжении 250 лет здесь было похоронено более 14 тысяч человек.
В 1960-е годы советские власти в Гродно снесли кладбище и уничтожили захоронения, в том числе могилу Лейба Найдуса с памятником в виде ангела. В 1963 году на месте кладбища был открыт стадион «Красное знамя» .
Памятники с кладбища местные жители растащили на хозяйственные постройки. До 1987 года в Гродно стоял старый памятник Ленину, постамент которого был сделан из надгробий с Нового еврейского кладбища.
В 2002-2003 гг. городские власти провели глобальную реконструкцию стадиона, во время которой грунт с кладбища вместе с останками людей был развезены на подсыпку улиц и другие хозяйственные нужды по всему городу.
Журналисты из гродненских независимых СМИ опубликовали тогда материалы, на которые отозвался весь мир: протесты на адрес гродненских властей приходили из самых разных стран. Ряд мировых еврейских организаций обратились в ФИФА и УЕФА с требованием бойкотировать белорусских футболистов на международной арене, поскольку строительство футбольного стадиона «Неман» ведется на месте древних еврейских кладбищ.
Власти были вынуждены пообещать, что на месте бывших кладбищ будет установлен памятный знак, что и было сделано в 2007 году.

## На кладбище похоронены известные люди
- Лейб Найдус ( 1890—1918 ) — еврейский поэт .